# Witalij Korotycz
Witalij Ołeksijowicz Korotycz (ukr. Віта́лій Олексі́йович Коро́тич, ur. 26 maja 1936 w Kijowie) – ukraiński pisarz i publicysta.

## Życiorys
Urodził się w rodzinie profesora mikrobiologii Ołeksija i patofizjolog Zoi. Po ukończeniu ze złotym medalem szkoły studiował w latach 1953–1959 na Kijowskim Instytucie Medycznym, po czym został lekarzem i pracownikiem naukowym Kijowskiego Instytutu Kardiologii. Zaczął publikować w 1958. W latach 1965–1969 był sekretarzem Zarządu Związku Pisarzy Ukraińskiej SRR, ze stanowiska został odwołany po odmowie napisania artykułu potępiającego Iwana Dziubę, z którym był zaprzyjaźniony. W latach 1966–1967 był redaktorem naczelnym pisma „Ranok”, w 1967 został przyjęty do KPZR, 1978–1986 redagował czasopismo „Wseswit” („Wszechświat”), 1981–1989 sekretarzem Zarządu Związku Pisarzy ZSRR. Jednocześnie w latach 1981–1986 sekretarzem Zarządu Związku Pisarzy Ukrainy, a 1985–1991 redaktorem naczelnym pisma Ogoniok. Był deputowanym do Rady Najwyższej Ukraińskiej SRR 11 kadencji, w maju 1989 został wybrany deputowanym ludowym ZSRR. W latach 1991–1998 był profesorem Uniwersytetu w Bostonie. Uprawia lirykę osobistą i refleksyjną, również o charakterze publicystycznym. Wydał zbiory Zołoti ruky (1961), Wohoń (1968), Hołosy (1981), Zakonomirnost’ (1983). Napisał powieść z życia ukraińskich emigrantów Taka łycha pamjat’ (1970) i utwory publicystyczne O, Kanado! (1966), Kubatura jajcia (1979) i Berchy okeanu (1981). Jest również autorem kilku scenariuszy filmowych. Zna języki angielski i polski. Polski wybór jego wierszy ukazał się w 1974 pt. Lustro. Otrzymał wiele nagród, m.in. Nagrodę Państwową ZSRR (1985) i Nagrodę Państwową Ukraińskiej SRR im. Szewczenki (1981).